# Opheliac
Opheliac é o segundo álbum de estúdio de Emilie Autumn lançado em Setembro de 2006 pela Trisol Music Group GmbH. Opheliac foi gravado na Mad Villain Studios, Chicago, USA. É o primeiro álbum da artista que recebeu distribuição mundial. Todos os álbuns anteriores só eram disponíveis pela sua própria gravadora, Traitor Records.

## Lançamento e Divulgação
O álbum Opheliac foi precedido pelo Opheliac EP, lançado na primavera de 2006. Esse foi a prévia do álbum completo, e apresentou as seis primeiras músicas e incluindo 'Marry Me' e 'Thank God I'm Pretty'. Entretanto a faixa 5 'I Want My Innocence Back' não apareceu em nenhuma versão do EP, devido a erro na fabricação.
Em conjunto com as músicas, Opheliac apresenta fotos de shows ao vivo, partes de sua performance de 'Misery Loves Company' na WGN Morning Show em 12 de Janeiro de 2006, e três vídeos curtos intitulados "Inside The Asylum: Lessons In Being A Wayward Victorian Girl".
Opheliac foi lançado primeiramente como uma edição limitada em Digipak pela Euroapa em 1 de Setembro de 2006. Então lançado mundialmente em 22 de Setembro de 2006, no aniversário de Emilie Autumn. Quando a edição limitada se esgotou, foi lançado em versão normal em 5 de Fevereiro de 2007. Não há diferença entre as duas versões, porém a edição em digipack inclui um poster.
Em 6 de Agosto de 2008, Emilie anunciou que ela iria lançar Opheliac nos Estados Unidos em 7 de Outubro de 2008. A versão americana tem faixas exclusivas, como "The Art of Suicide - Acoustic" e outras que foram feitas durante o processo de gravação do álbum.
Um terceiro lançamento de Opheliac, chamado The Deluxe Edition, foi lançado pela The End Records em Outubro de 2009 para coincidir com sua primeir turnê americana.

## Faixas
| Standard Edition: Disco Um |                            |                |         |  |
| N.º                        | Título                     | Compositor(es) | Duração |  |
| 1.                         | "Opheliac"                 | Emilie Autumn  | 5:33    |  |
| 2.                         | "Swallow"                  | Emilie Autumn  | 6:15    |  |
| 3.                         | "Liar"                     | Emilie Autumn  | 6:01    |  |
| 4.                         | "The Art of Suicide"       | Emilie Autumn  | 5:32    |  |
| 5.                         | "I Want My Innocence Back" | Emilie Autumn  | 3:48    |  |
| 6.                         | "Misery Loves Company"     | Emilie Autumn  | 4:28    |  |
| 7.                         | "God Help Me"              | Emilie Autumn  | 5:58    |  |
| 8.                         | "Shalott"                  | Emilie Autumn  | 4:04    |  |
| 9.                         | "Gothic Lolita"            | Emilie Autumn  | 6:03    |  |
| 10.                        | "Dead is the New Alive"    | Emilie Autumn  | 5:04    |  |
| 11.                        | "I Know Where You Sleep"   | Emilie Autumn  | 3:15    |  |
| 12.                        | "Let the Record Show"      | Emilie Autumn  | 3:54    |  |

| Standard Edition: Disco Dois |                                               |                       |         |  |
| N.º                          | Título                                        | Compositor(es)        | Duração |  |
| 1.                           | "Dominant"                                    | Emilie Autumn         | 3:47    |  |
| 2.                           | "306"                                         | Emilie Autumn         | 5:36    |  |
| 3.                           | "Thank God I'm Pretty"                        | Emilie Autumn         | 4:01    |  |
| 4.                           | "Marry Me"                                    | Emilie Autumn         | 4:50    |  |
| 5.                           | "Largo for Violin"                            | Johann Sebastian Bach | 4:06    |  |
| 6.                           | "Poem: How to Break a Heart"                  | Emilie Autumn         | 1:01    |  |
| 7.                           | "Poem: Ghost"                                 | Emilie Autumn         | 2:38    |  |
| 8.                           | "Poem: At What Point Does a Shakespeare Say?" | Emilie Autumn         | 0:36    |  |

| The Deluxe Edition: Disco Um |                                  |                |         |  |
| N.º                          | Título                           | Compositor(es) | Duração |  |
| 1.                           | "Opheliac"                       | Emilie Autumn  | 5:33    |  |
| 2.                           | "Swallow"                        | Emilie Autumn  | 6:15    |  |
| 3.                           | "Liar"                           | Emilie Autumn  | 6:01    |  |
| 4.                           | "The Art of Suicide"             | Emilie Autumn  | 5:32    |  |
| 5.                           | "I Want My Innocence Back"       | Emilie Autumn  | 3:48    |  |
| 6.                           | "Misery Loves Company"           | Emilie Autumn  | 4:28    |  |
| 7.                           | "God Help Me"                    | Emilie Autumn  | 5:58    |  |
| 8.                           | "Shalott"                        | Emilie Autumn  | 4:04    |  |
| 9.                           | "Gothic Lolita"                  | Emilie Autumn  | 6:03    |  |
| 10.                          | "Dead is the New Alive"          | Emilie Autumn  | 5:04    |  |
| 11.                          | "I Know Where You Sleep"         | Emilie Autumn  | 3:15    |  |
| 12.                          | "Let the Record Show"            | Emilie Autumn  | 3:54    |  |
| 13.                          | ""Opheliac" Recording Out-Takes" | Emilie Autumn  | 4:11    |  |

| The Deluxe Edition: Disco Dois |                                                         |                       |         |  |
| N.º                            | Título                                                  | Compositor(es)        | Duração |  |
| 1.                             | "Thank God I'm Pretty"                                  | Emilie Autumn         | 4:01    |  |
| 2.                             | "Dominant"                                              | Emilie Autumn         | 3:47    |  |
| 3.                             | "306"                                                   | Emilie Autumn         | 5:36    |  |
| 4.                             | "Gloomy Sunday"                                         | Rezső Seress          | 3:22    |  |
| 5.                             | "Asleep" (The Smiths Cover)                             | The Smiths            | 2:26    |  |
| 6.                             | "Mad Girl" (Acoustic Version)                           | Emilie Autumn         | 3:50    |  |
| 7.                             | "The Art of Suicide" (Acoustic Version)                 | Emilie Autumn         | 5:45    |  |
| 8.                             | "Thank God I'm Pretty" (Shoegaze Version)               | Emilie Autumn         | 4:29    |  |
| 9.                             | "Largo for Violin"                                      | Johann Sebastian Bach | 4:06    |  |
| 10.                            | "Marry Me"                                              | Emilie Autumn         | 4:50    |  |
| 11.                            | "Excerpt from "The Asylum for Wayward Victorian Girls"" | Emilie Autumn         | 1:40    |  |
| 12.                            | "Interview with EA"                                     | Emilie Autumn         | 4:46    |  |
| 13.                            | "Poem: How to Break a Heart"                            | Emilie Autumn         | 1:01    |  |
| 14.                            | "Miss Lucy Had Some Leeches"                            | Emilie Autumn         | 2:20    |  |

## The Opheliac Companion
Em Agosto de 2009, Emilie lançou um outro álbum para o Opheliac. Esse álbum consiste de uma entrevista/bate-papo com Emilie. A discussão é sobre sua música até as metáforas usadas em suas letras. Contendo 15 músicas, o álbum está disponível no iTunes e também na loja oficial de seu site..